# Miciurinsk
Michurinsk (ru. Мичуринск) este un oraș din regiunea Tambov, Federația Rusă, cu o populație de 96.093 locuitori.

## Orașe înfrățite
- Munster, Germania

1. ↑   (PDF) https://web.archive.org/web/20140222141452/http://tmb.gks.ru/wps/wcm/connect/rosstat_ts/tmb/resources/03d74e0042b5593d85fa85c9cadae528/rg_2013.pdf, arhivat din original (PDF) la 22 februarie 2014 Lipsește sau este vid: |title= (ajutor)